# 白喉林鸽
白喉林鸽（学名：Columba vitiensis），是鸽形目鸠鸽科的一种鸟类。

## 特征
白喉林鸽体重约353克，翼长约216.4毫米，嘴峰长约27.4毫米，喙宽度约5.7毫米，喙厚度约6.4毫米，跗蹠长约28.8毫米，尾长约138毫米。白喉林鸽在其分布区内为留鸟，其栖息在半开放的高大树木组成的森林中，食性为草食性。

## 亚种
- ：分布于菲律宾，苏禄群岛和北婆罗洲附近岛屿。
- ：分布于菲律宾，巴拉望岛和邻近岛屿。
- ：分布于小巽他群岛。
- ：分布于班乃岛、苏拉岛、凯岛、摩鹿加群岛至新几内亚和所罗门群岛。
- ：分布于瓦努阿图。
- ：分布于新喀里多尼亚、松树岛和洛亚蒂群岛。
- ：分布于斐济群岛。
- ：分布于西萨摩亚（萨瓦伊岛、阿波利马、马诺诺和乌波卢岛）。[4]